# Pradosia granulosa
Espèce
Classification phylogénétique
Statut de conservation UICN

 VU B1+2b : Vulnérable
Pradosia granulosa est une espèce de plantes à fleurs de la famille des Sapotaceae originaire du Brésil. 

## Description
C'est un arbre.

## Répartition
Endémique aux forêts primaires non inondées des états de Maranhão et de Pará.

## Conservation
Menacée par la déforestation et l'exploitation minière.